# Peggy Stewart
Peggy Stewart, född som Margaret O'Rourke, den 5 juni 1923 i West Palm Beach i Florida, död 29 maj 2019 i Valencia i Kalifornien, var en amerikansk skådespelare främst känd för sina roller i västernfilmer och TV-serier under 1940- och 1950-talen.

## Karriär
Stewart inledde sin skådespelarkarriär i tonåren efter att ha blivit rekommenderad till Paramount Pictures av skådespelaren Henry O'Neill. Hennes första roll var som dottern till Joel McCreas rollfigur i filmen Nationens hjältar från 1937. Hon skrev senare kontrakt med Republic Pictures år 1944 och medverkade i över 35 västernfilmer och serier, ofta tillsammans med stjärnor som Roy Rogers, Gene Autry och Wild Bill Elliott.
Hon var känd för att spela starka och självständiga kvinnliga karaktärer, snarare än den traditionella "damsel in distress". Utöver sina filmroller medverkade hon även i TV-serier som The Cisco Kid, Krutrök, Have Gun – Will Travel och Twilight Zone.

## Senare år
Även efter att västernfilmernas popularitet minskade fortsatte Stewart att arbeta inom TV, med roller i serier som Seinfeld, The Office (där hon spelade Pam Beeslys mormor, Mee-Maw), NCIS, Weeds och Justified.

## Privatliv
Stewart var gift två gånger: först med skådespelaren Don "Red" Barry från 1940 till 1944, och senare med skådespelaren Buck Young från 1953 fram till hans död år 2000. Tillsammans med sin första make så fick hon sonen Michael Barry (född 1943), och tillsammans med sin andra make så fick hon döttrarna Grey (född 1956) och Abigail Young (född 1961). Hennes syster, Patricia O'Rourke, var gift med skådespelaren Wayne Morris.
Hon hedrades med en Golden Boot Award år 1984 för sina insatser inom västernfilmens värld, och var en uppskattad gäst vid många filmfestivaler och nostalgievenemang.
Stewart gick bort den 29 maj 2019, 95 år gammal. Hon är ihågkommen som en av de mest framstående kvinnliga profilerna inom klassisk amerikansk västernfilm.

## Filmografi (i urval)

### Filmer
| År   | Titel                         | Roll(er)                    | Noter            |
| ---- | ----------------------------- | --------------------------- | ---------------- |
| 1937 | Nationens hjältar             | Alice MacKay                |                  |
| 1938 | Det vita baneret              | Sallys vän                  | Okrediterad roll |
| 1938 | Ungdomsligan                  | Rita Belle                  |                  |
| 1938 | Första svärmeriet             | Mary Lee                    |                  |
| 1938 | Ungdomsligan i societén       | Jane                        |                  |
| 1939 | Stjärnparaden                 | Mary, körtjej               | Okrediterad roll |
| 1939 | Flickan från femte avenyn     | Katherines flickvän         | Okrediterad roll |
| 1940 | Lilla lögnerskan              | Collegetjej                 | Okrediterad roll |
| 1940 | Allt detta och himlen därtill | Helen Lexington             |                  |
| 1941 | Kärlekens bakgata             | Freda Smith                 |                  |
| 1942 | Ingen ä' så tokig som jag     | Dansare                     |                  |
| 1944 | Tucson Raiders                | Beth Rogers                 |                  |
| 1944 | Silver City Kid               | Ruth Clayton                |                  |
| 1944 | Stagecoach to Monterey        | Jessie Wade                 |                  |
| 1944 | Cheyenne Wildcat              | Betty Lou Hopkins           |                  |
| 1944 | Code of the Prairie           | Helen Matson                |                  |
| 1944 | Sheriff of Las Vegas          | Ann Carter                  |                  |
| 1945 | Utah                          | Jackie                      |                  |
| 1945 | Marshal of Laredo             | Judy Bowers                 |                  |
| 1945 | The Tiger Woman               | Phyllis Carrington          |                  |
| 1946 | Conquest of Cheyenne          | Cheyenne Jackson            |                  |
| 1946 | The Invisible Informer        | Rosalind Baylor             |                  |
| 1946 | Stagecoach to Denver          | 'Vacker', falska May Barnes |                  |
| 1947 | Son of Zorro                  | Kate Wells                  |                  |
| 1947 | Trail to San Antone           | Kit Barlow                  |                  |
| 1947 | Vigilantes of Boomtown        | Molly McVey                 |                  |
| 1947 | Rustlers of Devil's Canyon    | Bess                        |                  |
| 1948 | Dead Man's Gold               | June Thornton               |                  |
| 1948 | Frontier Revenge              | Joan De Lysa                |                  |
| 1948 | Rid för livet                 | Libby Brooks                |                  |
| 1949 | Desert Vigilante              | Betty Long                  |                  |
| 1949 | The Fighting Redhead          | Sheila O'Connor             |                  |
| 1951 | Pride of Maryland             | Christine Loomis            |                  |
| 1952 | The Black Lash                | Joan De Lysa                |                  |
| 1952 | Kansas Territory              | Kay Collins                 |                  |
| 1952 | Montana Incident              | Clara Martin                |                  |
| 1961 | When the Clock Strikes        | Mrs. Pierce                 |                  |
| 1961 | The Clown and the Kid         | Syster Grace                |                  |
| 1967 | Våldets väg västerut          | Mrs. Turley                 |                  |
| 1970 | 5 desperados                  | Mrs. Emily Perkins          |                  |
| 1972 | Pickup on 101                 | Bilfamilj på fyra           |                  |
| 1973 | Terror i vaxkabinettet        | Andra ordförande            |                  |
| 2010 | The Runaways                  | Farmor Oni                  |                  |
| 2012 | That's My Boy                 | Farmor Delores Spirou       | Sista filmrollen |

### TV-serier
| År             | Titel                      | Roll(er)                                | Noter                                                       |
| -------------- | -------------------------- | --------------------------------------- | ----------------------------------------------------------- |
| 1950–1953      | The Cisco Kid              | Olika karaktärer                        | 5 avsnitt                                                   |
| 1952           | The Roy Rogers Show        | Eileen Barton/Myra Fuller               | 2 avsnitt                                                   |
| 1952           | Gang Busters               | Violet Fairchild                        | Avsnittet "The Case of Willie Sutton, pt. 1"                |
| 1957/1961      | Have Gun – Will Travel     | Edna Raleigh/Sarah Holt                 | Avsnitten "The Brothers" och "The Outlaw"                   |
| 1959/1961/1964 | Krutrök                    | Mrs. Phillips/Fran Hacker/Daisy Huckaby | Avsnitten "Fawn", "The Long, Long Trail" och "The Promoter" |
| 1961           | Twilight Zone              | Grace Stockton                          | Avsnittet "The Shelter"                                     |
| 1964           | Jagad                      | Mrs. Franklin                           |                                                             |
| 1969           | Gänget                     | Mrs. Kane                               |                                                             |
| 1970           | Brottsplats: San Francisco | Mrs. Knudson                            |                                                             |
| 1974           | Larmet går                 | Martha Felt/Claire Freeman              | 2 avsnitt                                                   |
| 1975           | Baretta                    | Lärare                                  |                                                             |
| 1980           | Taxi                       | Köpare                                  |                                                             |
| 1980           | Quincy                     | Mrs. Ethel Sullivan                     |                                                             |
| 1984           | The A-Team                 | Miriam Klein                            | Avsnittet "It's a Desert out There"                         |
| 1993           | Seinfeld                   | Tant May                                | Avsnittet "The Implant"                                     |
| 1998           | Buffy och vampyrerna       | Ms Barton                               | Avsnittet "Band Candy"                                      |
| 1999           | Beverly Hills              | Mrs. Fike                               | Avsnittet "Baby, You Can Drive My Car"                      |
| 2000           | Förhäxad                   | Lilian                                  | Avsnittet "Ex-Libris"                                       |
| 2000           | Norm show                  | Myrtle/Tippi                            | Avsnitten "Laurie Loses It" och "Promblems"                 |
| 2001           | Popular                    | Gammal dam                              | Okänt avsnitt                                               |
| 2001           | Omaka systrar              | Gammal dam                              | Avsnittet "Halloween"                                       |
| 2007           | My Name Is Earl            | Dotty Lake                              | Avsnittet "Buried Treasure"                                 |
| 2007–2008      | The Riches                 | Cheriens mamma                          | 8 avsnitt                                                   |
| 2008           | NCIS                       | Äldre dam                               | Avsnittet "Collateral Damage"                               |
| 2009           | Weeds                      | Ingrid                                  | Avsnittet "Su-Su-Sucio"                                     |
| 2009           | Flashforward               | Sekreterare                             | Avsnittet "Black Swan" (okrediterad medverkan)              |
| 2009–2010      | The Office                 | Pams mormor Sylvia                      | 2 avsnitt                                                   |
| 2010           | Justified                  | Mrs. Inez Davis                         | Avsnittet "The Hammer"                                      |
| 2010           | Community                  | Agnes                                   | Avsnittet "Conspiracy Theories and Interior Design"         |
| 2014           | Getting On                 | Mrs. Decker                             | Avsnittet "No Such Thing as Idealized Genitalia"            |